# 雷特斯海恩
雷特斯海恩是德国莱茵兰-普法尔茨州的一个市镇。总面积4.81平方公里，总人口344人，其中男性175人，女性169人（2011年12月31日），人口密度72人/平方公里。